# CFM
Calea Ferată din Moldova, förkortat CFM, (ryska: Железная дорога Молдовы, ЖдМ) är en moldavisk statlig järnvägsoperatör som ansvarar för all järnvägstrafik samt tillhörande infrastruktur i Moldavien.
CFM bildades 1991 och ersatte det tidigare Moldowskaja Schelesnaja Doroga, som var en underavdelning till Sovjetunionens järnvägar. Sedan 1992 har det varit underställt ministeriet för ekonomi och infrastruktur.
2010 var det moldaviska järnvägsnätet 1239,3 kilometer långt, varav 1225,4 kilometer var bredspår och 13,9 kilometer normalspår. Med undantag för linjen mellan Rosdilna och Bender är hela nätet enkelspårigt och saknar elektrifiering. Järnvägsnätet har länge varit i behov av upprustning samtidigt som CFM varit nära konkurs sedan 2019. Under 2020 uppstod protester bland personalen efter att löner inte betalats ut under flera månader.

## Linjer
CFM trafikerar nedanstående linjer
- Järnvägslinjen Abaclia–Cantemir
- Järnvägslinjen Bender–Galați (delsträcka inom Moldavien)
- Järnvägslinjen Cantemir–Giurgiulești
- Järnvägslinjen Chișinău–Căinari
- Järnvägslinjen Rosdilna–Iași (delsträcka inom Moldavien)
- Järnvägslinjen Schmerynka–Bălți (delsträcka inom Moldavien)
- Järnvägslinjen Slobidka–Bălți (delsträcka inom Moldavien)
- Järnvägslinjen Tscherniwzi–Ocnița (delsträcka inom Moldavien)